# مخير

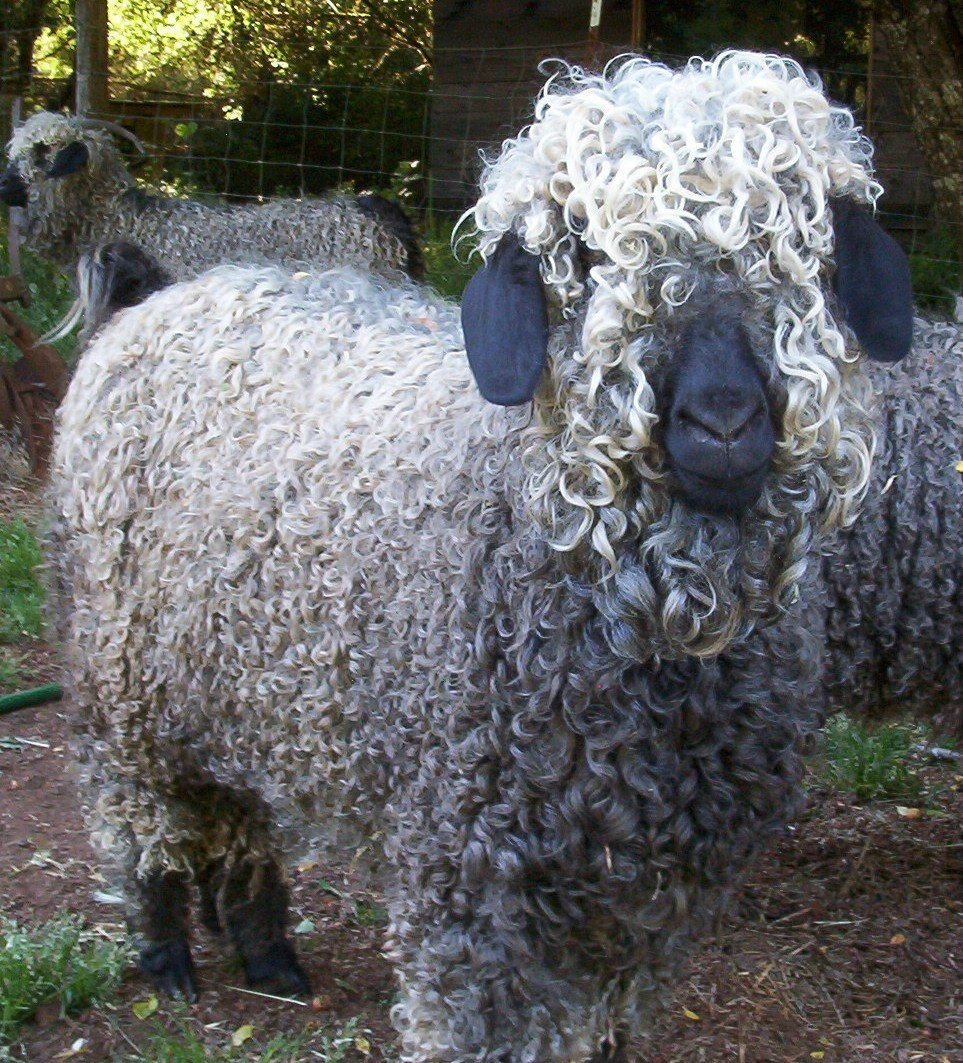
ماعز الأنغورة التي يستخرج منها صوف المخير.

المُخَيَّرُ (بالإنجليزية: Mohair)‏ هو نسيج أو خيوط مشابهة للحرير مصنوعة من شعر ماعز الأنغورة. وهي كلمة ذات أصل عربي من كلمة «المخير»، وهو نوع من لباس الشعر. ألياف الموهير دقيقة القطر حوالي 25-45 ميكرون. وهي واحدة من أقدم ألياف النسيج المعروفة. وهي متينة ومرنة ومعروفة بلمعانها وبريقها، وتستخدم في الألياف الممزوجة لتضفي هذه الصفات إلى النسيج. كما يصبغ المخير جيداً. وهو من الألياف الحارة أيضاً بفضل خصائصها العازلة. وهي متينة، وتمتص الرطوبة، ومقاومة للهب والمط، ومقاومة للتجعد.
يتركب الموهير في معظمه من الكيراتين، وهو بروتين موجود في شعر وصوف وجلد وقرون جميع الثدييات. ولألياف المخير حراشف مثل الصوف ولكنها غير مكتملة ولهذا لا يتلبد المخير مثل الصوف.
يزداد قطر ألياف المخير مع تقدم الماعز بالسن. إذن تستخدم الشعيرات الناعمة من الماعز الصغيرة في بعض التطبيقات مثل الملابس، وتستخدم الشعيرات الثخينة من الماعز الكبيرة في السجاد والنسيج الثقيل المستخدم في الألبسة الخارجية.
ويجب عدم الخلط بين المخير والفرو المصنوع من أرنب الأنغورة والذي يسمى صوف الأنغورة.

## الخواص الطبيعية لألياف المخير
1. اللون : يتراوح لون الموهير الخام من اللون الأبيض للأصناف الممتازة ثم يتدرج إلى الأصفر والرمادي والبني.
2. الطول والقطر : يتراوح طول الشعيرات بإ؟ختلاف عدد الجزات طوله من 230 - 300 ملمتر ومنها 10 - 18 ملمتر كما يتراوح قطر شعيرات الموهير بين 12 و 1 ملمتر إلى 1.0 ملمتر تقريبا.
3. تمتاز ألياف الموهير بشدة اللمعان وكذلك نسبة عالية من النعومة.
4. تمتاز ألياف الموهير بالمتانة العالية وبنسبة عالية من المرونة.
5. يبلغ متوسط نسبة الرطوبة من 8 : 14 % كما تزداد شعيرات الموهير بزيادة نسبة الرطوبة.

## استخدامات المخير
تستخدم ألياف الموهير بصفة عامة في تصنيع أقمشة المفروشات وتستخدم في تصنيع الأقمشة المزركشة المستخدمة في التزيين وعمل الديكورات للمسارح وعمل الستائر.